# Hwaebul Sports Club
 (septembre 2015).
Si vous disposez d'ouvrages ou d'articles de référence ou si vous connaissez des sites web de qualité traitant du thème abordé ici, merci de compléter l'article en donnant les références utiles à sa vérifiabilité et en les liant à la section « Notes et références ».
Maillots
Le Hwaebul Sports Club, plus couramment abrégé en Hwaebul SC (en hangul: 홰불체육단), est un club nord-coréen de football fondé en 2013 et basé dans la ville de Hwaebul (mais tenant un siège a Pyongyang). 
Le club est affilié à l'Union de la jeunesse socialiste Kim Il Sung.

## Histoire
Le nom du club est nommé par le dirigeant du pays Kim Jong-un.
Le club remporte le championnat de Corée du Nord en 2014 et 2016.

## Palmarès
| Compétitions nationales                                         |
| --------------------------------------------------------------- |
| - Championnat de Corée du Nord (2) : - Champion : 2014 et 2016. |

## Personnalités du club

### Présidents du club
- Kim Jong-min

### Entraîneurs du club
- Il Mun-ho